# Liste der Nummer-eins-Hits in den Rhythmic Airplay Charts (1992)
| Singles |
| --- |
| - Boyz II Men – End of the Road - 6 Wochen (3. Oktober – 13. November) - TLC – What About Your Friends - 1 Woche (14. November – 20. November) - Mary J. Blige – Real Love - 1 Woche (21. November – 27. November) - Shai – If I Ever Fall In Love - 1 Woche (28. November – 4. Dezember) - Whitney Houston – I Will Always Love You - 10 Wochen (5. Dezember 1992 – 12. Februar 1993) |